# Yema (film)
Pour plus de détails, voir Fiche technique et Distribution.
Yema est un film algérien réalisé par Djamila Sahraoui, sorti en 2013,.

## Fiche technique
- Titre original : Yema
- Titre français : Yema[3]
- Réalisation : Djamila Sahraoui
- Scénario : Djamila Sahraoui
- Compositeur :
- Ingénieur de son : Sébastien de Monchy
- Montage : Catherine Gouze
- Directeur de la photo : Raphaël O'Byrne
- Attachée de presse (film) : Chloé Lorenzi
- Décorateur : Mourad Zidi
- Producteur : Antonin Dedet, Mourad Zidi, Mustapha Orif
- Mixage :
- Production : Neon Productions, Les Films de l'Olivier
- Pays d'origine : Algérie
- Langue : Arabe
- Genre : Drame
- Durée : 91 minutes
- Dates de sortie : 28 août 2013[4]

## Distribution
- France : Aramis Films[5]

## Récompenses
- 2013 : Etalon d'argent de Yennenga[6],[7]